# Fédir Krytchevsky
Fédir Hryhorovytch Krytchevsky (en ukrainien : Федір Григорович Кричевський ; en russe : Фёдор Григорьевич Кричевский, Fiodor Grigoriévitch Kritchevski), né le 10 mai 1879 (22 mai dans le calendrier grégorien) à Lebedyn (gouvernement de Kharkov, Empire russe) et mort le 30 juillet 1947 à Irpin (oblast de Kiev, RSS d'Ukraine, Union soviétique), est un important peintre moderniste ukrainien. 

## Biographie
Fédir Krytchevsky naît en 1879 à Lebedyn, dans la famille d'un médecin de campagne juif qui s'est converti au christianisme orthodoxe et a épousé une Ukrainienne. Il est le frère de l'artiste Vassyl Krytchevsky (en). 
Krytchevsky est diplômé de l'École de peinture, de sculpture et d'architecture de Moscou en 1901 et de l'Académie des beaux-arts de Saint-Pétersbourg en 1910. En 1911-1912 il voyage en Europe occidentale, étudiant les chefs-d'œuvre de la peinture mondiale dans des musées en Allemagne, en Autriche-Hongrie, en France et en Italie. Il déménage ensuite à Kiev, où il est professeur et directeur de l'école d'art de Kiev de 1914 à 1918.
En 1917, il co-fonde l'Académie ukrainienne des arts, dont il est le recteur de 1920 à 1922. Après la dissolution de l'Académie, il travaille comme professeur à l'Institut artistique d'État de Kiev, où il finit par accéder là encore au poste de recteur. Il reste à Kiev au début de la Seconde Guerre mondiale et conserve son poste à l'Institut, qu'il essaie de préserver dans le contexte délicat de l'occupation allemande de la ville. Il est également président de l'Union des artistes d'Ukraine, qui s'efforce d'améliorer les conditions de vie des artistes pendant l'occupation. Il est très populaire auprès de ses collègues artistes, des professeurs de l'Institut et des étudiants, et personne ne trahit ses origines juives aux autorités allemandes, ce qui le préserve du massacre de Babi Yar.
Il rejoint son frère Vassyl à Königsberg à l'été 1943, puis tente de fuir vers l'ouest pour échapper aux avancées des troupes soviétiques. Mais celles-ci progressent plus vite que le train dans lequel il voyage : Krytchevsky est arrêté par le NKVD comme collaborateur, sans toutefois que ses interrogatoires ne donnent d'éléments qui puissent l'incriminer. Il est cependant dépouillé de tous ses titres et honneurs et envoyé en exil au village d'Irpin, près de Kiev. Il y trouve la mort pendant la famine de 1947 malgré l'aide alimentaire qu'il reçoit de son élève Tatiana Iablonskaïa.
Douze ans après sa mort, Krytchevsky est réhabilité. En 1959, la première exposition de ses œuvres a lieu à Kiev, et des publications sur sa carrière artistique commencent à paraître.

## Travaux
Au total, Fédir Krytchevsky produit près d'un millier d'œuvres, dont des compositions narratives, des portraits, des paysages et des dessins. Ses premières œuvres restent les plus précieuses et les plus appréciées. Influencé par Gustav Klimt et Ferdinand Hodler, il combine des principes esthétiques sécessionnistes et la sensibilité de l'art traditionnel et des icônes. Comme dessinateur, Krytchevsky est considéré comme l'égal d'Adolph von Menzel. Son œuvre ultérieure, bien que solide dans son exécution, souffre des contraintes idéologiques du réalisme socialiste. 
Pendant trente ans, Krytchevsky est l'une des principales figures de l'art ukrainien. En 1911 et 1913, il organise les premières expositions artistiques spécifiquement ukrainiennes. À partir de 1897, ses œuvres sont présentées dans plus de 34 expositions en Ukraine et à l'étranger. Son activité de professeur est également couronnée de succès, et nombre d'artistes ukrainiens renommés figurent parmi ses élèves.
Le triptyque Vie de Krytchevsky reste l'un des exemples emblématiques du modernisme ukrainien. Cette œuvre combine des éléments de l'Art nouveau et de l'art religieux ukrainien. Chaque peinture s'inscrit dans un thème universel de la vie — respectivement l'amour, l'accomplissement et la perte. La touche moderne apportée par Krytchevsky à ses créations, comme le rythme plan-linéaire et l'harmonie des couleurs, enrichit l'interprétation classique de la peinture.

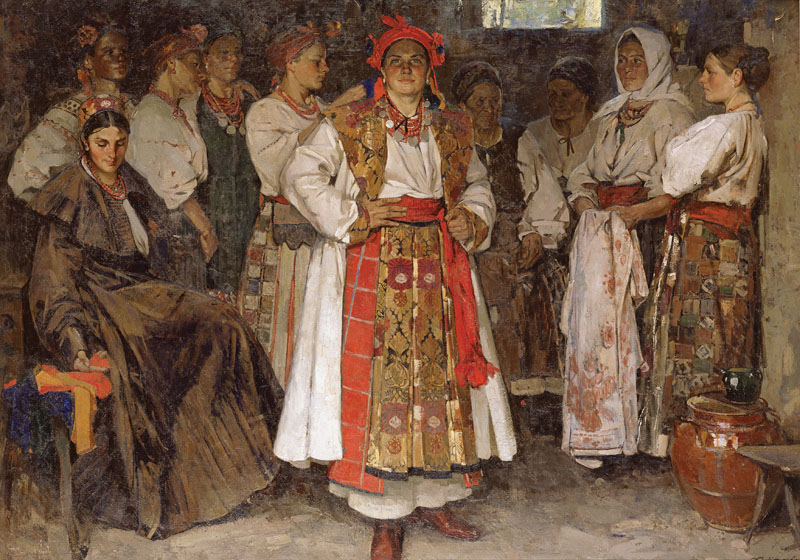
La Mariée (1910).
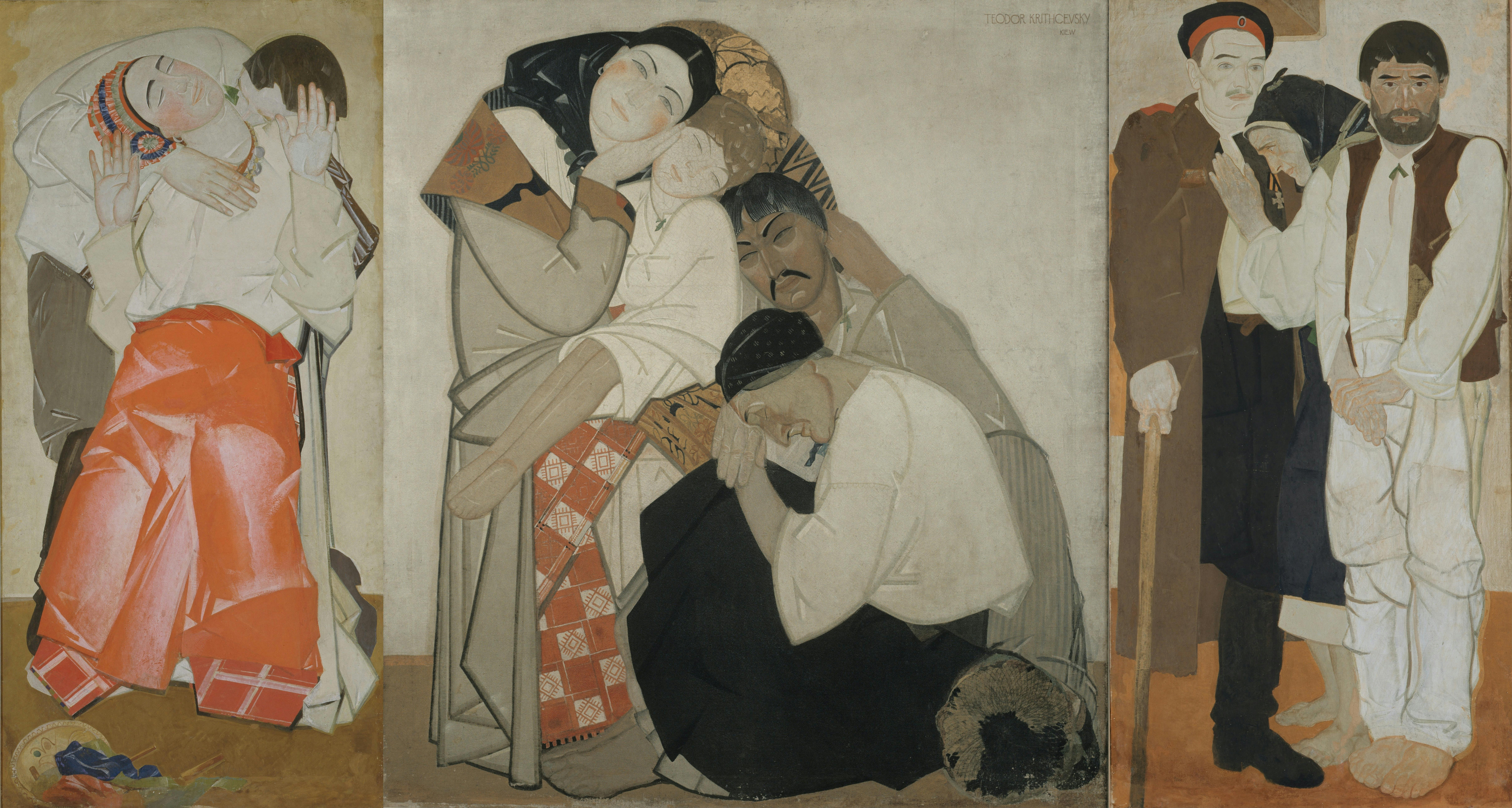
Triptyque Vie (1925). De gauche à droite : Amour, Famille et Retour.

## Postérité
Krytchevsky a de nombreux étudiants tout au long de sa longue carrière. Certains d'entre eux deviennent par la suite célèbres, comme Boris Kriukow (en), Tatiana Iablonskaïa, Sergueï Grigoriev ou Anatol Petrytsky.
Une rue de Kiev est nommée en son honneur.